# Ladarice (vokalni ansambl)
Ladarice su bile hrvatski ženski vokalni ansambl, koji su 1966. u Zagrebu utemeljili braća Zlatko i Božo Potočnik. Članice tog ansambla i njihov voditelj Božo Potočnik svojim su dugogodišnjim umjetničkim djelovanjem trajno obogatili hrvatsku folklornu i kulturnu baštinu. Pomno uvježbanim nastupima te brojnim snimljenim izvedbama za radio i televiziju, Ladarice su od zaborava sačuvale mnoge narodne pjesme. Nastupale su često i na festivalima zabavne glazbe, a televizijska ih publika osobito pamti po izvedbi pjesme "Podravina ravna", najavnice i odjavnice popularne hrvatske TV serije Gruntovčani. Spomen na njih i njihovo umjetničko ime od 2008. godine svojim nastupima i vokalnim izvedbama čuvaju i svijetom pronose današnje članice Ansambla LADO.

## Povijest
Povijest legendarnih Ladarica počinje 1965. godine: folkloru i glazbi već tada srcem i dušom odani Božo Potočnik neformalno je okupio manju skupinu članica Ansambla LADO s kojima je, za programske potrebe tadašnjega Radio-Zagreba, snimio obrade desetak narodnih pjesama. Godinu dana poslije, braća Zlatko i Božo Potočnik službeno su utemeljili ženski vokalni ansambl, koji je od tada najčešće nastupao kao nonet. Sve su članice tog ansambla također bile zaposlene kao plesačice/pjevačice u Ansamblu LADO, ali su kao vokalni sastav sve do 2003. djelovale neovisno od njega. U početku su nastupale pod imenom Devet mladih, a to su ime – na prijedlog Bože Potočnika – 1968. godine promijenile u Ladarice.
U razdoblju od 1966. do 1971. godine Ladarice su snimile pedesetak pjesama za program tadašnjega Radio-Zagreba te nekoliko samostalnih TV emisija. Godine 1970. snimile su i prvu gramofonsku ploču koju je pod nazivom Hrvatske narodne pjesme objavila diskografska kuća Jugoton. ↓1 Svojim su interpretacijama narodnih pjesama te iznimnom usklađenošću lijepih i osebujnih glasova uvijek nastojale »sačuvati ono što je vrijedno i autentično, jer narodna pjesma u suvremenoj izvedbi zrači snagom i toplinom samo ako su sačuvane njezine temeljne karakteristike: čistoća teksta i melodije te osobito izvornost pjevanja, vokalizacije«. Zvonkim glasovima i jedinstvenim vokalnim umijećem Ladarice su udahnule novi život mnogim narodnim pjesmama i običajima, a dojmljivim su nastupima te mnogobrojnim izvedbama snimljenima za radio i televiziju oduševljavale publiku u domovini i svijetu.
S obzirom na razdoblje u kojem su djelovale, u prvih su petnaestak godina svoje uspješne glazbene karijere snimale i tada popularne domoljubne partizanske pjesme. Redovito su snimale za programske potrebe negdašnje Redakcije narodne glazbe RTV Zagreb te pjevale u mnogim emisijama koje su tematski bile posvećene tradicijskoj kulturi i narodnoj baštini. Snimile su mnoge narodne pjesme iz kajkavske glazbene riznice, posebice Hrvatskoga zagorja, Prigorja, Turopolja, Pokuplja, Moslavine, Međimurja i Podravine, ali također i jednako uspješno mnoge pjesme iz Posavine, Slavonije, Baranje i Dalmacije. Nastupale su i u zabavnim novogodišnjim TV-emisijama u kojima su katkada pjevale popularne starogradske pjesme i zabavnoglazbene uspješnice. Osim studijskih snimanja s Tamburaškim orkestrom RTV Zagreb (današnji Tamburaški orkestar Hrvatske radiotelevizije), s tim su orkestrom često koncertirale diljem Hrvatske, ali i tadašnje Jugoslavije. Uz redovite nastupe s Božom Potočnikom, surađivale su i s mnogim drugim skladateljima i dirigentima, primjerice Dinkom Fiom, Stjepanom Mihaljincem, Mariom Bogliunijem, Vladimirom Mutakom, Zlatkom Černjulom, Miljenkom Prohaskom, zatim TV-redateljima Antonom Martijem, Igorom Michielijem, Dragom Bahunom, Eduardom Galićem, Dominikom Zenom i Mladenom Raukarom, kazališnim redateljem Vladom Štefančićem te koreografkinjom Tihanom Škrinjarić.
Na Festivalu kajkavskih popevki u Krapini debitirale su 1971. godine, a do 1982. na tom su festivalu samostalno nastupile još osam puta. Poslije devetgodišnjega odsustva, na krapinskom su Festivalu ponovno nastupale u razdoblju od 1991. do 1998.: 1991. samostalno, tri puta s vokalno-instrumentalnim sastavom Jegeduši (1992., 1996. i 1997.) i jedanput sa zagrebačkim ansamblom Kužiš stari moj (1998.). Za svoje su glazbene izvedbe na tom Festivalu osvojile ukupno dvanaest nagrada stručnoga povjerenstva i publike. Osim u Krapini, Ladarice su uspješno nastupale i na Muzičkom festivalu Slavonija u Slavonskoj Požegi gdje su 1973. i 1974. također bile nagrađene, a 1984. nastupile su i na Festivalu podunavskih zemalja u Novom Sadu. Također su često i rado sudjelovale u programima mnogih dobrotvornih koncerata i priredba.
Ladarice su 5. ožujka 1975. sudjelovale i u praizvedbi prve hrvatske rock-opere Gubec-beg autora Ivice Krajača, Karla Metikoša i Miljenka Prohaske: ta je predstava bila veliki produkcijski uspjeh Zagrebačkoga gradskoga kazališta Komedija, a Ladarice su u više od dvjesto izvedba te predstave u koncertnoj dvorani Vatroslava Lisinskog nastupale sve do listopada 1983. godine. Zajedno s ansamblom kazališta Komedija s tom su predstavom gostovale u Beogradu, Ljubljani, Trstu i Rimu. Osim u spomenutoj rock-operi Krajača, Metikoša i Prohaske, Ladarice su 1982. i 1983. pjevale i u pop-operi Jadnici Clauda-Michela Schönberga, Alaina Boublila i Jeana-Marca Natela, koju je ansambl kazališta Komedija uprizorio dvije godine nakon pariške praizvedbe. Godine 1988. Sudjelovale su i u dvjema produkcijama Drame zagrebačkoga Hrvatskog narodnog kazališta: obje predstave – Zlatarovo zlato Augusta Šenoe (1988.) i Ognjište Mile Budaka – režirao je Jakov Sedlar.
Osim spomenutih kazališnih angažmana i redovitih nastupa s pretežito folklornim programima, Ladarice su se katkada okušale i u drugim glazbenim žanrovima. Tako su, primjerice, već 1972. snimile kasnije vrlo popularnu zabavnoglazbenu uspješnicu "Dok sunce sja" Bože Potočnika i Miše Doležala, a na kraju televizijske emisije "TV zima" 1973. otpjevale gospel "Sretan dan" (eng. Oh Happy Day). Godine 1984. surađivale su s Goranom Bregovićem i rock-sastavom Bijelo dugme na njihovu istoimenom albumu, a godinu poslije i s Harisom Džinovićem i ansamblom Sar e Roma na njihovu trećem studijskom albumu Romske pjesme.
Iako se – zbog raznih okolnosti – sastav noneta povremeno mijenjao, prepoznatljiv su zvuk Ladarica svojim osebujnim glasovima utjelovile Anđela Potočnik, Ana Kelin, Antonija Precca, Vjekoslava Bauer, Nevenka Šokčić, Mira Tunuković, Mira Šulina, Đurđica Šuster, Jadranka Gračanin, Jelena Andrijanić, Slavica Košutić, Katica Petričević, Morena Kovač, Branka Krsnik, Gabrijela Zalepugin, Milena Vučković i Ljiljana-Janja Ivančan.
Dana 5. lipnja 1998. Ladarice su koncertom »Godine ljubavi« u zagrebačkom Hrvatskom narodnom kazalištu svečano proslavile tridesetu obljetnicu uspješnoga umjetničkoga djelovanja, ↓2 a poslije tog koncerta povremeno su još nastupale sve do 2003. godine.

## LadariceiLADO
Zbog sličnoga imena, ali i činjenice da su sve Ladarice istodobno bile i članice Ansambla LADO, publika je ta dva ansambla često poistovjećivala. No formalno-pravno sjedinjenje Ladarica i Ansambla LADO dogodilo se tek 2008. godine na poticaj umjetničkog voditelja LADA Ivana Ivančana mlađeg te uz suglasnost LADU uvijek vjernoga Bože Potočnika: nastupom na 43. Festivalu kajkavskih popevki u Krapini, Ladarice su se te godine imenom i službeno vratile u okrilje Ansambla LADO. Današnje Ladarice svojim nastupima i vokalnim izvedbama predano čuvaju i diljem svijeta ponosno pronose naslijeđeno slavno ime svojih legendarnih prethodnica.

## Diskografija (izbor)
- EP Ladarice – Hrvatske narodne pjesme, Jugoton EPY-S-4246, 1970.[4]
- singl Dok sunce sja / Bratec Miškec, Jugoton SY-22088, 1972.[14]
- singl Zelena zemla / Ekte – sekte, Jugoton ‎SY-22133, 1972.[19]
- singl Još nitko ne zna / Tragom karavele, Suzy  SP-1005, 1972.[20]
- LP Šume, šume, Jugoton ‎LSY-63077, 1978.[21]
- singl Jugoslavijo, PGP RTB ‎1110314, 1980.[22]
- album Vu plavem trnaci mi hiža stoji,  Jugoton LSY-61664, 1982.[23]
- album Lepi bregi zeleni, Jugoton LSY-61975, 1984.
- CD Iz kajkavske glazbene riznice, Croatia Records CD D 5115977, 1998.[24]
- CD Pri svetem Roku, Croatia Records CD 5511137, 2002.[25][26]
- CD Vezovi i jorgovani, Orfej/HRT CD ORF 322, 2004.

## Nagrade i priznanja
- 1971. – 1. i 3. nagrada stručnoga žirija u dvije večeri Festivala kajkavskih popevki u Krapini za izvedbu skladbe "Zestale se babe četri" Bože Potočnika na stihove Drage Bahuna
- 1972. – 2. nagrada publike na Festivalu kajkavskih popevki za izvedbu skladbe "Zelena zemlja, Zagorje moje" Bože Potočnika na stihove Drage Bahuna
- 1973. – 1. nagrada stručnoga žirija i 2. nagrada publike na Muzičkom festivalu Slavonija ’73 u Slavonskoj Požegi za izvedbu skladbe "Pjesma udovice" Bože Potočnika na stihove Tita Bilopavlovića
- 1973. – 1. nagrada publike na Muzičkom festivalu Slavonija ’73 za izvedbu pjesme "Hej da smijem" Ive Robića na češkome jeziku
- 1973. – 2. nagrada stručnoga žirija na Festivalu kajkavskih popevki za izvedbu skladbe "Črlena zorja" Bože Potočnika na stihove Drage Bahuna
- 1974. – 2. nagrada stručnoga žirija i 2. nagrada publike na Muzičkom festivalu Slavonija ’74 za izvedbu skladbe "Vezovi i jorgovani" Bože Potočnika na stihove Paje Kanižaja
- 1974. – 2. nagrada publike na Festivalu kajkavskih popevki za izvedbu skladbe "Podravski čardaš" Bože Potočnika na stihove Miroslava Dolenca Dravskog
- 1975. – 2. nagrada stručnoga žirija i 3. nagrada publike na Festivalu kajkavskih popevki za izvedbu skladbe "Zagorski nokturno" Bože Potočnika na stihove Drage Bahuna
- 1975. – 1. nagrada publike zajedno sa solisticom Josipom Lisac na prvom Festivalu revolucionarne i rodoljubne pjesme Zagreb ’75 za izvedbu skladbe "Dvanaesta je majka Slavonije" Strahimira Bosnića na stihove Božidara Stanića

- 1976. – 1. nagrada stručnoga žirija i 2. nagrada publike na Festivalu kajkavskih popevki za izvedbu skladbe "Turopoljski svati" Bože Potočnika na stihove Drage Bahuna
- 1977. – 1. nagrada publike na Festivalu kajkavskih popevki za izvedbu skladbe "Jesensko kopanje" Bože Potočnika i Brune Bogdanića na stihove Zvonka Milkovića
- 1992. – 2. nagrada stručnoga žirija i 2. nagrada publike na Festivalu kajkavskih popevki (s vokalno-instrumentalnim sastavom Jegeduši) za izvedbu skladbe "Pri svetem Roku" Bože Potočnika na stihove Ivana Ernoića
- 1998. – plaketa Ansambla LADO u povodu 30. obljetnice uspješnoga umjetničkoga djelovanja
- 1998. – plaketa Hrvatskoga društva skladatelja u povodu 30. obljetnice uspješnoga umjetničkoga djelovanja
- 1998. – zlatna plaketa Status povodom 30. obljetnice umjetničkoga rada[27]
- 1999. – diskografska nagrada Porin u kategoriji za najbolju izvedbu folklorne glazbe (za album Iz kajkavske glazbene riznice)[28]
- 1999. – odlikovanje Red hrvatskog pletera za osobit doprinos razvitku i ugledu Republike Hrvatske i dobrobiti njezinih građana[29]
- 2005. – diskografska nagrada Porin u kategorijama za najbolju izvedbu i najbolji album folklorne glazbe (za izvedbu skladbe "Vezovi i jorgovani" i istoimeni album)[30]